# No Baggage
Albums de Dolores O'Riordan
Are You Listening?
(2007)
Singles
No Baggage est le second et dernier album studio en solo de Dolores O'Riordan. L'album a été composé et enregistré pendant le hiatus de The Cranberries.
L'album a été produit par le Canadien Dan Brodbeck et Dolores O'Riordan. Dan Brodbeck a gagné le Juno Awards 2010 en tant que ingénieur du son pour son travail sur les chansons Apple Of My Eye et Be Careful.
No Baggage a été enregistré à EMAC Studios, Ontario, Canada.
Le premier single, The Journey, a été diffusé à la radio le 13 juillet en Amérique du Nord et le 10 août en Europe.
Le clip vidéo pour The Journey a été filmé en 16 mm, le 8 mai 2009 à Howth Beach Pier et Howth Summit, Dublin, Irlande, et est paru le 29 juillet 2009.

## Titres[2]
1. Switch Off the Moment
2. Skeleton
3. It's You
4. The Journey
5. Stupid
6. Be Careful
7. Apple of My Eye
8. Throw Your Arms Around Me
9. Fly Through
10. Lunatic
11. Tranquilizer

## Singles
1. The Journey
2. Switch Off the Moment

## Formation
- Dolores O'Riordan : Chants et Piano
- Dan Brodbeck : Guitares
- Marco Mendoza : Basse sauf "The journey" (Dan Brodbeck)
- Dennis Demarchi : Piano
- Ger Farre : Batterie
- Corey Thompson:  Batterie sur "Stupid" et percussion sur "Throw Your Arms Around Me"
- Matt Grady : Digeridoo
- Steve DeMarchi : Guitare sur "Stupid"